# Euphrasia calida
 (juillet 2016).
Si vous disposez d'ouvrages ou d'articles de référence ou si vous connaissez des sites web de qualité traitant du thème abordé ici, merci de compléter l'article en donnant les références utiles à sa vérifiabilité et en les liant à la section « Notes et références ».
Espèce
Euphrasia calida est une espèce de plantes de la famille des Orobanchaceae. Cette euphraise est endémique d'Islande, elle pousse uniquement autour de zones de géothermie et de sources chaudes.

## Description
Les feuilles sont petites, vert pâle et parfois brunes ou violettes.
Les fleurs sont généralement blanches.